# سرابیز
در مسیر شیراز-اهواز و در ۴۵ کیلومتری شهرستان گچساران مسیری فرعی شما را به سمت شهر باشت هدایت می‌کند و نرسده به شهر باشت تابلو روستای سرابیز خودنمایی می‌کند.
این روستا که از توابع شهرستان گچساران به حساب می‌آید با جمعیتی نزدیک به ۶۰۰ نفر از روستاهای بزرگ منطقه به حساب می‌آید ساکنین این روستا که همگی از سادات می‌باشند در گرد امام زاده سید محمد سکنی گزیده‌اند. شغل اصلی مردم کشاورزی می‌باشد و تعداد زیادی از افراد نیز جذب شرکت نفت گچساران شده‌اند.